# Rozlišení kvantových stavů

Cílem rozlišení kvantových stavů je na základě jednoho kvantového měření s co nejmenší chybou určit, v jakém stavu se měřený systém před měřením nacházel. V obecném případě vždy dochází s jistou malou pravděpodobností k výskytu chybného určení.

Pojmem rozlišení kvantových stavů (popř. diskriminace kvantových stavů, anglicky: quantum state discrimination) se souhrnně označují kvantově-informatické techniky, s jejichž pomocí lze provedením malého počtu měření na fyzikálním systému identifikovat jeho konkrétní kvantový stav. A to za předpokladu, že je dopředu známa množina stavů, v nichž se systém může nacházet, a my pouze potřebujeme určit, o jaký se zrovna jedná. Tímto předpokladem se takovéto techniky odlišují od kvantové tomografie, jež sice neklade dodatečné požadavky na stav systému, vyžaduje však mnohonásobně více měření. 
Je-li množina stavů, ve kterých se může zkoumaný systém nacházet, představována ortogonálními vektory, je situace obzvlášť jednoduchá. Pro jednoznačné určení stavu systému stačí provést kvantové měření v bázi tvořené těmito vektory. Z naměřené hodnoty lze pak bezchybně identifikovat daný kvantový stav. Lze navíc snadno ukázat, že pokud jednotlivé stavy vzájemně ortogonální nejsou, neexistuje způsob, jak je s jistotou rozlišit. Vždy je tedy v takovém případě nutno počítat s možností chybného či neprůkazného určení stavu systému. Existují však techniky, které se snaží tento nedostatek zmírnit. Až na výjimky lze tyto techniky rozdělit do dvou skupin, a sice na ty založené na minimalizaci chyby a pak na ty, které umožňují určit stav jednoznačně výměnou za nižší účinnost.
První skupina technik vychází z prací C. W. Helstroma z 60. a 70. let 20. století a ve své základní podobě spočívá v provedení projektivního kvantového měření, kde jsou měřicími operátory projektivní zobrazení. Skupina druhá je založena na závěrech vědeckého článku publikovaného I. D. Ivanovičem roku 1987 a vyžaduje použití měření zobecněného, v němž jsou za měřicí operátory vzaty prvky POVM sady. Obě skupiny technik jsou i v současnosti předmětem aktivního, především teoretického, výzkumu a až na řadu speciálních případů není obecné řešení, které by umožňovalo zvolit měřicí operátory ve formě vyjádřitelné analytickým vzorcem, známo.

## Role ortogonality
Metod pro rozlišení kvantových stavů existuje vícero a konkrétní použití každé z nich závisí jednak na tvaru stavů, které mají být rozlišeny, a jednak na dodatečných požadavcích, které na metodu klademe. Ukazuje se, že velkou roli v tomto ohledu hraje ortogonalita stavů, jež mají být rozlišeny. Rozlišit mezi ortogonálními stavy je koncepčně jednoduché a zcela spolehlivé. Tomuto případu se tak věnuje v krátkosti následující podkapitolka. Otázka rozlišení neortogonálních stavů je mnohem komplexnější a je jí věnován zbytek tohoto článku.

### Rozlišení ortogonálních stavů
Pro začátek uvažme množinu se dvěma ortogonálními stavy. Mějme tedy kvantový systém, jehož Hilbertův prostor můžeme bez újmy na obecnosti považovat za dvourozměrný a jenž se může nacházet v jednom z následujících dvou stavů: {\displaystyle |0\rangle } nebo {\displaystyle |1\rangle }. Tyto dva stavy jsou ortogonální a tvoří tak ortonormální bázi zmíněného Hilbertova prostoru. Měření, které po jediné aplikaci jednoznačně určí, zda se systém nachází v {\displaystyle |0\rangle } či {\displaystyle |1\rangle }, je zjevně dáno ortogonálními projektory {\displaystyle P_{0}=|0\rangle \langle 0|} a {\displaystyle P_{1}=|1\rangle \langle 1|}. Tyto projektory představují kvantové projektivní měření v bázi {\displaystyle \{|0\rangle ,|1\rangle \}}.
Uvažme nyní složitější případ, kdy může stav systému nabývat jednoho z těchto tvarů: {\displaystyle |A\rangle =(1/{\sqrt {2}})(|0\rangle -|1\rangle )} nebo {\displaystyle |D\rangle =(1/{\sqrt {2}})(|0\rangle +|1\rangle )}. Jak se lze jednoduchým výpočtem snadno přesvědčit, i v tomto případě platí, že {\displaystyle |A\rangle } a {\displaystyle |D\rangle } tvoří ortonormální bázi daného Hilbertova prostoru. Projektivním kvantovým měřením v této bázi tak můžeme jednoznačně určit, zda se systém nachází v {\displaystyle |A\rangle } či {\displaystyle |D\rangle }. Explicitním výpočtem totiž zjistíme, že naměřit hodnotu {\displaystyle A} lze pouze tehdy, je-li systém ve stavu {\displaystyle |A\rangle }, protože pravděpodobnost {\displaystyle p} naměření hodnoty {\displaystyle D} je pro takový stav rovná nule, jak plyne z Bornova pravidla: {\displaystyle p=|\langle A|D\rangle |^{2}=0}. Zcela analogicky pak platí, že hodnotu {\displaystyle D} lze naměřit jen tehdy, je-li systém na počátku ve stavu {\displaystyle |D\rangle }. 
V obecném případě vícerozměrného Hilbertova prostoru a vícera stavů opět platí, že stav systému lze jednoznačně určit tak, že provedeme (jediné) projektivní měření v bázi tvořené těmito stavy. Formálně vzato, nechť {\displaystyle \{|\psi _{k}\rangle \}_{k=1}^{N}} je množina {\displaystyle N} (čistých) kvantových stavů, jež jsou navzájem ortogonální a splňují tak vztahy {\displaystyle \langle \psi _{i}|\psi _{j}\rangle =\delta _{ij}}, kde {\displaystyle 1\leq i,j\leq N} a kde {\displaystyle \delta _{ij}} je Kroneckerovo delta. Sestrojme z těchto stavů ortogonální projektory {\displaystyle P_{k}} ve tvaru {\displaystyle P_{k}=|\psi _{k}\rangle \langle \psi _{k}|}. Pak z Bornova pravidla plyne, že pravděpodobnost naměření výsledku {\displaystyle i} pro vstupní stav {\displaystyle |\psi _{j}\rangle } je rovna {\displaystyle p(i,|\psi _{j}\rangle )=|\langle \psi _{i}|\psi _{j}\rangle |^{2}=\delta _{ij}}. Je-li tedy stav systému roven {\displaystyle |\psi _{j}\rangle } pro jisté konkrétní {\displaystyle j}, tak jediná hodnota, pro niž dostaneme nenulovou pravděpodobnost naměření, je právě {\displaystyle j}. Tato hodnota tak jednoznačně identifikuje vstupní stav systému.

### Neortogonální stavy nelze spolehlivě rozlišit
Nejenže lze ortogonální stavy spolehlivě rozlišit, platí navíc v jistém smyslu i opak. A sice, že stavy neortogonální spolehlivě rozlišit nelze. Jinými slovy, pro množinu neortogonálních (čistých) kvantových stavů neexistuje kvantové měření, které by je bylo schopno s jistotou rozlišit. V následujícím si uvedeme důkaz tohoto tvrzení.
Mějme tedy množinu neortogonálních stavů zadaných kety {\displaystyle \{|\psi _{k}\rangle \}_{k}}. Existují tedy alespoň dva stavy {\displaystyle |\psi _{a}\rangle } a {\displaystyle |\psi _{b}\rangle } pro jisté indexy {\displaystyle a,b} tak, že {\displaystyle \langle \psi _{a}|\psi _{b}\rangle \neq 0}. Pokud jde o měření, tak projektivní měření jsou speciálním případem měření zobecněných. Pro obecnost tedy uvažujme měření zobecněná, která jsou popsána POVM operátory {\displaystyle \{E_{i}\}_{i}}, což jsou pozitivně semidefinitní operátory splňující relaci úplnosti: {\displaystyle \textstyle \sum _{i}E_{i}=\mathbb {I} }. Dokažme si sporem, že neexistuje sada POVM operátorů, která by byla schopná od sebe s jistotou odlišit vektory {\displaystyle \{|\psi _{k}\rangle \}_{k}}. Matematicky lze tento požadavek vyjádřit vzorcem {\displaystyle \langle \psi _{k}|E_{i}|\psi _{k}\rangle =\delta _{ik}} pro všechny indexy {\displaystyle i,k}, kde {\displaystyle \delta _{ij}} je Kroneckerovo delta. Využijeme-li relace úplnosti, můžeme přepsat skalární součin výchozích stavů do tvaru
{\displaystyle \langle \psi _{a}|\psi _{b}\rangle =\sum _{i}\langle \psi _{a}|E_{i}|\psi _{b}\rangle .}
Pro libovolný pozitivně definitní operátor {\displaystyle A} lze ukázat variantu Schwarzovy nerovnosti, kde pro libovolné vektory {\displaystyle |x\rangle } a {\displaystyle |y\rangle } platí
{\displaystyle |\langle x|A|y\rangle |^{2}\leq \langle x|A|x\rangle \langle y|A|y\rangle .}
Pro naši konkrétní volbu {\displaystyle A=E_{i}}, {\displaystyle |x\rangle =|\psi _{a}\rangle } a {\displaystyle |y\rangle =|\psi _{b}\rangle } dostáváme {\displaystyle |\langle \psi _{a}|E_{i}|\psi _{b}\rangle |^{2}\leq \langle \psi _{a}|E_{i}|\psi _{a}\rangle \langle \psi _{b}|E_{i}|\psi _{b}\rangle =\delta _{ai}\delta _{bi}}, jak plyne z předpokladů. Po dosazení do vzorců výše a s využitím trojúhelníkové nerovnosti tak:
{\displaystyle 0<|\langle \psi _{a}|\psi _{b}\rangle |^{2}\leq \sum _{i}|\langle \psi _{a}|E_{i}|\psi _{b}\rangle |^{2}\leq \sum _{i}\delta _{ai}\delta _{bi}=\delta _{ab}=0,}
kde poslední rovnost plyne z předpokladu, že {\displaystyle a\neq b}. Obdrželi jsme tak spor, jak bylo naším cílem. Můžeme tak shrnout, že neexistuje kvantové měření, které by od sebe spolehlivě odlišilo neortogonální vektory.

## Rozlišení neortogonálních stavů
Jak je předvedeno v předchozí kapitolce, neortogonální stavy nelze spolehlivě rozlišit. Co však udělat lze, je sestrojit měření, které je tak spolehlivé, jak mu to jen tvary stavů dovolují. Ukazuje se, že tento přístup je mnohem složitější a kladoucí na matematický aparát mnohem větší nároky, než je tomu v případě rozlišení stavů ortogonálních. Jako motivaci pro následující výklad uvažme nejprve dva kvantové stavy ve tvaru
{\displaystyle |\psi _{1}\rangle =|0\rangle ,\quad |\psi _{2}\rangle ={\frac {1}{\sqrt {2}}}(|0\rangle +|1\rangle ).}
Tyto dva stavy nejsou ortogonální a jejich překryv je dán výrazem {\displaystyle \langle \psi _{1}|\psi _{2}\rangle =1/{\sqrt {2}}}. Zkoumejme, jaké výsledky obdržíme, provedeme-li měření těchto dvou stavů v bázi {\displaystyle \{|0\rangle ,|1\rangle \}}. Pokud obdržíme výsledek {\displaystyle 0}, mohl být stav systému jak {\displaystyle |\psi _{1}\rangle }, tak {\displaystyle |\psi _{2}\rangle }. Nemáme tak žádné vodítko, jež by nám pomohlo určit původní stav. Dá-li však měření hodnotu {\displaystyle 1}, mohl být stav systému pouze {\displaystyle |\psi _{2}\rangle }, protože v {\displaystyle |\psi _{1}\rangle } se ket {\displaystyle |1\rangle } nevyskytuje. Zcela analogickou diskuzi bychom mohli provést pro měření v bázi {\displaystyle \{|A\rangle ,|D\rangle \}}. V tomto případě bychom po naměření {\displaystyle A} věděli s jistotou, že stavem mohl být jedině {\displaystyle |\psi _{1}\rangle }, a při obdržení výsledku {\displaystyle D} bychom identitu stavu systému určit nemohli.
Pro obě měřicí báze tak některé výsledky neposkytují jednoznačnou informaci o původním stavu změřeného systému. Jedním ze způsobů, jak se této nejednoznačnosti zbavit, je provedení kvantové tomografie obou stavů. V takovém případě musíme mít k dispozici mnoho kopií téhož systému v témže kvantovém stavu, na nichž provádíme různá měření a z nasbíraných výsledků jsme pak schopni zrekonstruovat s dostatečnou přesností oba stavy. Nevýhodou této metody je právě nutnost provedení velkého počtu měření. Techniky rozlišení kvantových stavů se snaží tento nedostatek obejít a poskytnout informaci o identitě stavu provedením pouze jediného měření.

### Techniky rozlišení stavů

Srovnání pravděpodobností nechtěného výsledku pro dvě hlavní metody rozlišení kvantových stavů — rozlišení s minimální chybou (MED) a jednoznačného rozlišení (USD). Pravděpodobnost je vynesena v závislosti na úhlu sevřeném dvěma rozlišovanými stavy. Pro zvětšení klikněte na obrázek.

Bylo již několikrát zmíněno, že technik rozlišení neortogonálních stavů existuje více. V tomto ohledu dominují dva přístupy:
- Rozlišení stavů s minimální chybou — Metoda spočívá v provedení projektivního měření, které je zvoleno tak, aby minimalizovalo chybu, to jest pravděpodobnost chybného určení stavu. Výsledkem je tedy vždy hodnota odpovídající jednomu ze vstupních stavů, tato hodnota však může být špatně (s jistou malou pravděpodobností).
- Jednoznačné rozlišení stavů — Metoda spočívá v provedení zobecněného měření, které je zvoleno tak, aby minimalizovalo pravděpodobnost neprůkazného výsledku. Tato metoda dokáže na rozdíl od té předchozí určit původní stav bez chyby. Výměnou za to je však nutnost zavedení neprůkazného výsledku, při jehož naměření nelze o stavu systému zjistit vůbec nic.

Na obrázku vpravo jsou zaneseny pravděpodobnosti "nechtěného" výsledku pro jednoduchý případ rozlišení dvou čistých kvantových stavů se shodnými apriorními pravděpodobnostmi. Oním "nechtěným" výsledkem je pro každou z obou metod něco jiného. V případě rozlišení s minimální chybou je v grafu vynesena oranžovou čarou pravděpodobnost chyby v závislosti na úhlu, který svírají rozlišované stavy. Protože metoda jednoznačného rozlišení určí stav pokaždé správně, je odpovídající chyba vždy nulová. V mnoha případech však namísto určení stavu dojde k obdržení neprůkazného výsledku. V grafu je tedy modrou čarou zanesena pravděpodobnost obdržení tohoto neprůkazného výsledku. Pro označení obou metod jsou použity anglické zkratky MED a USD.
Z krátkého popisu výše a grafu napravo je patrno, že obě metody mají své silné i slabé stránky a každá z nich tak poskytuje různé výhody. Ačkoli například metoda jednoznačného rozlišení nabízí bezchybné určení stavů, je tento klad vyvážen vysokou pravděpodobností naměření neprůkazného výsledku. I přes částečný pokrok není zobecnění těchto a jim podobných technik pro větší počet libovolných kvantových stavů známo a v následující diskuzi se tak většinou omezíme na stavy dva. Obě techniky jsou představeny v samostatné sekci níže. 
Existují i další techniky rozlišení stavů, z nichž jednu, nesoucí anglický název maximum confidence measurements, lze chápat jako přechod mezi dvěma výše uvedenými. Tuto metodu lze použít i tehdy, kdy jsou rozlišované stavy lineárně závislé, v kterémžto případě technika jednoznačného rozlišení selhává. Místo minimalizace chyby či pravděpodobnosti neprůkazného výsledku se v ní maximalizuje míra spolehlivosti s jakou můžeme na základě získaného výsledku tvrdit, že byl zkoumaný systém v tom kterém stavu.

### Role apriorních pravděpodobností
Případ neortogonálních kvantových stavů vykazuje jednu dodatečnou komplikaci. Pro volbu konkrétního kvantového měření totiž není důležitý jen tvar kvantových stavů, které od sebe chceme odlišit, ale důležitou roli hraje i četnost výskytu toho kterého stavu. Abychom si tuto situaci ilustrovali, mějme k dispozici velké množství stejných systémů, z nichž se každý může nacházet buď ve stavu {\displaystyle |\psi _{1}\rangle }, anebo ve stavu {\displaystyle |\psi _{2}\rangle }. Pokud je v souboru těchto systémů zastoupen stav {\displaystyle |\psi _{1}\rangle } mnohem častěji než {\displaystyle |\psi _{2}\rangle }, je odpovídajícím způsobem pravděpodobnější, že při náhodném výběru konkrétního systému bude tento systém ve stavu {\displaystyle |\psi _{1}\rangle }. Pravděpodobnostem výskytu, se kterými při náhodném výběru získáme systém v tom kterém stavu, se říká apriorní pravděpodobnosti (anglicky: a priori probabilities).
Pokud je tedy apriorní pravděpodobnost stavu {\displaystyle |\psi _{1}\rangle } velmi vysoká (to jest blízká jedničce), je víceméně jedno, jakého tvaru je stav {\displaystyle |\psi _{2}\rangle }. Tento druhý stav se totiž skoro nikdy nevyskytne. Pro poměrně spolehlivou identifikaci tak stačí stav systému měřit v bázi tvořené vektory {\displaystyle |\psi _{1}\rangle } a {\displaystyle |\psi _{1}^{\perp }\rangle }, kde {\displaystyle |\psi _{1}^{\perp }\rangle } je vektor kolmý na {\displaystyle |\psi _{1}\rangle }. V obecném případě je třeba brát hodnoty apriorních pravděpodobností v úvahu při návrhu konkrétního kvantového měření.

## Rozlišení stavů s minimální chybou
Jak bylo uvedeno, nelze sestrojit měření, jež by s jistotou od sebe odlišilo dva kvantové stavy, které nejsou ortogonální. Získané výsledky budou vždy obsahovat jistou chybu, ať už zvolíme měření jakkoliv. Přirozeným požadavkem je v takovém případě snížení této chyby na minimum. Technice založené na tomto požadavku se anglicky říká minimum error state discrimination, což lze přeložit jako rozlišení stavů s minimální chybou. Tato technika spočívá, jak již její název napovídá, ve vhodné volbě měřicích operátorů tak, aby byla pravděpodobnost chybného určení co nejmenší. Průkopníkem v této oblasti byl americký vědec Carl W. Helstrom, který jako první odvodil minimální pravděpodobnost chyby a odpovídající měření pro případ dvou kvantových stavů.

### Princip

Konstrukce měřicích operátorů pro metodu rozlišení kvantových stavů s minimální chybou. Pro zvětšení klikněte na animaci.

Popišme si tuto techniku na příkladu dvou neortogonálních (a současně nenulových a navzájem různých) čistých stavů {\displaystyle |\psi _{1}\rangle } a {\displaystyle |\psi _{2}\rangle }, které leží v Hilbertově prostoru libovolně velké konečné dimenze. Tyto lze bez újmy na obecnosti vyjádřit v nějaké ortonormální bázi ve tvaru
{\displaystyle |\psi _{1}\rangle =\cos(\theta )\,|x_{1}\rangle +\sin(\theta )\,|x_{2}\rangle ,\quad |\psi _{2}\rangle =\cos(\theta )\,|x_{1}\rangle -\sin(\theta )\,|x_{2}\rangle ,}
kde {\displaystyle |x_{1}\rangle } a {\displaystyle |x_{2}\rangle } označuje vektory ortonormální báze a kde {\displaystyle \theta } je jisté reálné číslo splňující {\displaystyle 0<\theta \leq \pi /4}. Překryv vektorů {\displaystyle |\psi _{1}\rangle } a {\displaystyle |\psi _{2}\rangle } je pak roven nenulovému číslu {\displaystyle \langle \psi _{1}|\psi _{2}\rangle =\cos ^{2}(\theta )-\sin ^{2}(\theta )=\cos(2\theta )}.
Lze ukázat, že optimální volbou měřicích operátorů pro stavy {\displaystyle |\psi _{1}\rangle } a {\displaystyle |\psi _{2}\rangle } jsou projektory {\displaystyle P_{1}=|e_{1}\rangle \langle e_{1}|} a {\displaystyle P_{2}=|e_{2}\rangle \langle e_{2}|}, kde 
{\displaystyle |e_{1}\rangle ={\frac {1}{\sqrt {2}}}(|x_{1}\rangle +|x_{2}\rangle ),\quad |e_{2}\rangle ={\frac {1}{\sqrt {2}}}(|x_{1}\rangle -|x_{2}\rangle ).}
V animaci vpravo je nejprve vyobrazena jedna konkrétní volba dvou neortogonálních vektorů a jím odpovídající vektory {\displaystyle |e_{1}\rangle } a {\displaystyle |e_{2}\rangle }. Tyto dva vektory jsou zjevně souměrně rozmístěny kolem vektorů {\displaystyle |\psi _{1}\rangle } a {\displaystyle |\psi _{2}\rangle }. Lze se snadno přesvědčit, že pokud jsou počáteční vektory {\displaystyle |\psi _{1}\rangle } a {\displaystyle |\psi _{2}\rangle } navzájem kolmé, a tedy {\displaystyle \theta =\pi /4}, zredukují se projektory do tvaru {\displaystyle P_{1}=|\psi _{1}\rangle \langle \psi _{1}|} a {\displaystyle P_{2}=|\psi _{2}\rangle \langle \psi _{2}|}. Jinými slovy, pro speciální případ dvou ortogonálních vektorů se právě představená metoda zredukuje do techniky rozlišení ortogonálních stavů, která je diskutována v oddíle "Rozlišení ortogonálních stavů".
Provedeme-li měření zadané výše uvedenými projektory a obdržíme-li výsledek odpovídající projektoru {\displaystyle P_{1}}, máme velkou šanci, že byl původním stavem systému stav {\displaystyle |\psi _{1}\rangle }. Podobně, naměříme-li hodnotu odpovídající projektoru {\displaystyle P_{2}}, je velmi pravděpodobné, že původním stavem byl {\displaystyle |\psi _{2}\rangle }. S jistou pravděpodobností se však může stát, že i když je původním stavem {\displaystyle |\psi _{1}\rangle } (popř. {\displaystyle |\psi _{2}\rangle }), obdržíme hodnotu odpovídající projektoru {\displaystyle P_{2}} (popř. {\displaystyle P_{1}}). Pokud jsou apriorní pravděpodobnosti stavů {\displaystyle |\psi _{1}\rangle } a {\displaystyle |\psi _{2}\rangle } shodné, je pravděpodobnost chyby {\displaystyle Q}, že naše měření špatně určí počáteční stav, v optimálním případě rovna aritmetickému průměru
{\displaystyle Q={\frac {\langle \psi _{1}|P_{2}|\psi _{1}\rangle +\langle \psi _{2}|P_{1}|\psi _{2}\rangle }{2}}={\frac {1}{2}}\left(1-{\sqrt {1-|\langle \psi _{1}|\psi _{2}\rangle |^{2}}}\right).}
Tento výraz je speciálním případem vzorce známého jako Helstromova mez (anglicky: Helstrom bound) a pro výše uvedený tvar překryvu se zredukuje do tvaru {\displaystyle Q=\sin ^{2}(\theta -\pi /4)}. Opět, pro ortogonální vektory {\displaystyle |\psi _{1}\rangle } a {\displaystyle |\psi _{2}\rangle } je pravděpodobnost chybného určení nulová.

### Metoda
Samotná metoda rozlišení kvantových stavů s minimální chybou spočívá v provedení projektivního měření, kde je tvar jednotlivých projektorů přímo závislý na stavech, jež máme za úkol od sebe odlišit. Pro nejjednodušší případ dvou čistých stavů {\displaystyle |\psi _{1}\rangle } a {\displaystyle |\psi _{2}\rangle } se shodnými apriorními pravděpodobnostmi, diskutovaný v předchozí kapitolce, probíhá konkrétní použití metody následovně:
1. Měření: Uvažovaný kvantový systém vystavíme projektivnímu měření, jež je zadané projektory {\displaystyle \{P_{1},P_{2}\}}.
2. Interpretace výsledku: Obdržíme-li výsledek "1", byl systém před měřením s pravděpodobností {\displaystyle 1-Q} ve stavu {\displaystyle |\psi _{1}\rangle }, přičemž {\displaystyle 1-Q=(1+{\sqrt {1-|\langle \psi _{1}|\psi _{2}\rangle |^{2}}})/2}. Zcela analogicky, je-li výsledek "2", byl systém s pravděpodobností {\displaystyle 1-Q} ve stavu {\displaystyle |\psi _{2}\rangle }. S pravděpodobností {\displaystyle Q} jsme určili původní stav systému nesprávně.

V sekci "Příklad" níže je tato metoda aplikována na konkrétní volbu vektorů {\displaystyle |\psi _{1}\rangle } a {\displaystyle |\psi _{2}\rangle }.
Z předchozí diskuze plyne, že měřicí projektory nabývají tvaru
{\displaystyle {\begin{aligned}P_{1}=|e_{1}\rangle \langle e_{1}|,\quad {\text{kde}}\quad |e_{1}\rangle &={\frac {1}{\sqrt {2(1-q^{2})}}}\left({\sqrt {1+{\sqrt {1-q^{2}}}}}|\psi _{1}\rangle -{\sqrt {1-{\sqrt {1-q^{2}}}}}|\psi _{2}\rangle \right),\\P_{2}=|e_{2}\rangle \langle e_{2}|,\quad {\text{kde}}\quad |e_{2}\rangle &={\frac {1}{\sqrt {2(1-q^{2})}}}\left(-{\sqrt {1-{\sqrt {1-q^{2}}}}}|\psi _{1}\rangle +{\sqrt {1+{\sqrt {1-q^{2}}}}}|\psi _{2}\rangle \right),\end{aligned}}}
kde jsme si symbolem {\displaystyle q} označili skalární součin {\displaystyle \langle \psi _{1}|\psi _{2}\rangle }, o němž lze bez újmy na obecnosti předpokládat, že je to reálné číslo. V obecném případě komplexního skalárního součinu {\displaystyle \langle \psi _{1}|\psi _{2}\rangle =qe^{i\varphi }} stačí ve vzorcích výše nahradit každý výskyt vektoru {\displaystyle |\psi _{2}\rangle } vektorem {\displaystyle |{\tilde {\psi }}_{2}\rangle =e^{-i\varphi }|\psi _{2}\rangle }. Dosazením vektorů do vzorců pro projektory lze spočíst jejich explicitní tvar
{\displaystyle {\begin{aligned}P_{1}&={\frac {1}{2(1-q^{2})}}\left(\left(1+{\sqrt {1-q^{2}}}\right)|\psi _{1}\rangle \langle \psi _{1}|+\left(1-{\sqrt {1-q^{2}}}\right)|\psi _{2}\rangle \langle \psi _{2}|-q(|\psi _{1}\rangle \langle \psi _{2}|+|\psi _{2}\rangle \langle \psi _{1}|)\right),\\P_{2}&={\frac {1}{2(1-q^{2})}}\left(\left(1-{\sqrt {1-q^{2}}}\right)|\psi _{1}\rangle \langle \psi _{1}|+\left(1+{\sqrt {1-q^{2}}}\right)|\psi _{2}\rangle \langle \psi _{2}|-q(|\psi _{1}\rangle \langle \psi _{2}|+|\psi _{2}\rangle \langle \psi _{1}|)\right).\end{aligned}}}

### Různé apriorní pravděpodobnosti

S různými apriorními pravděpodobnostmi se mění i tvar měřicích projektorů. Čím pravděpodobnější je výskyt stavu, tím více míří vlastní vektor projektoru právě ve směru stavu. Zcela analogicky pak i pro stav.

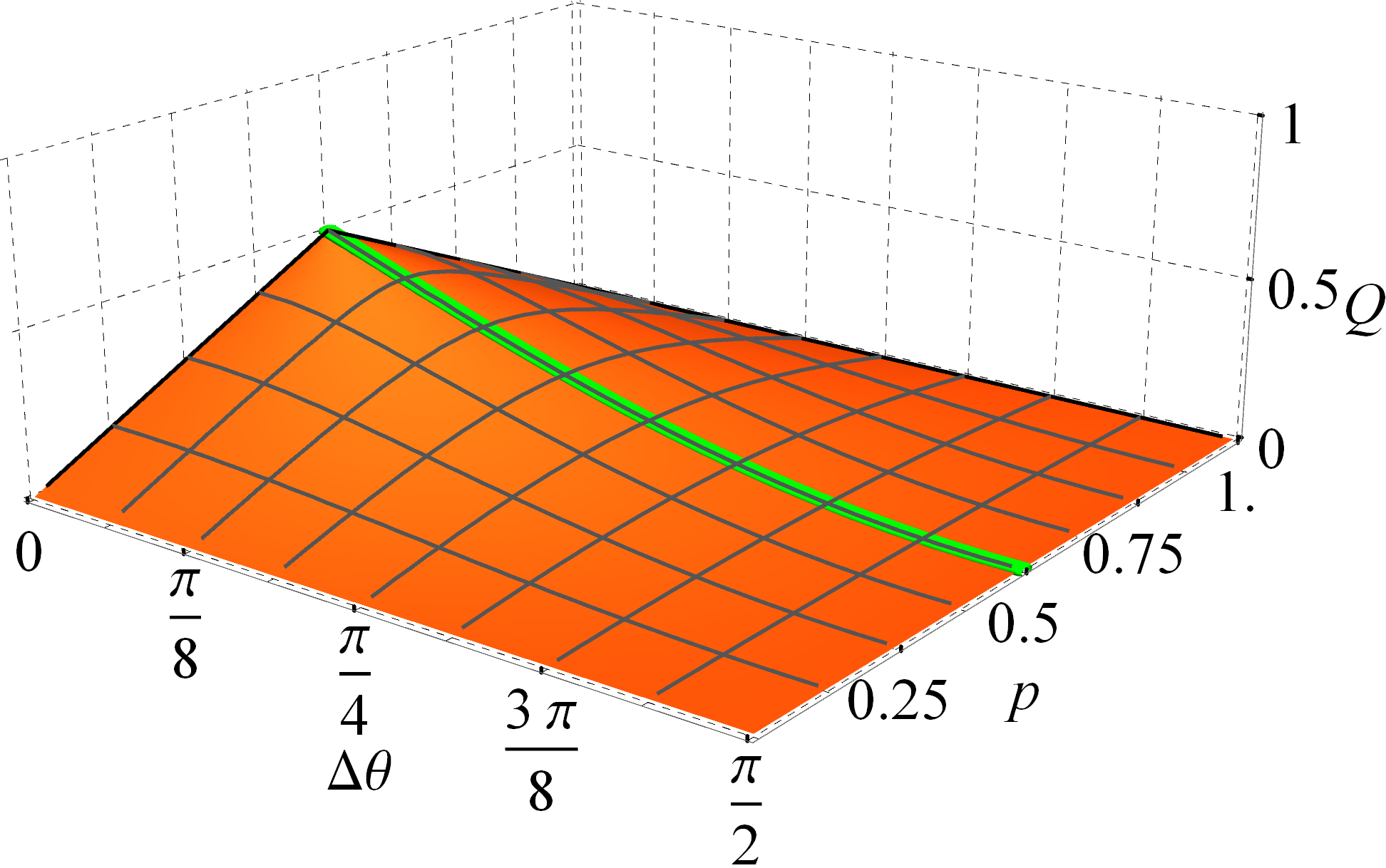
Graf pravděpodobnosti chybného určení stavu v závislosti jednak na vzájemném úhlu mezi rozlišovanými stavy, jednak na apriorní pravděpodobnosti pro první stav. Zelenou čarou je vyznačen případ se shodnými apriorními pravděpodobnostmi, který byl podrobně studován v předchozích kapitolkách.

Jak je předesláno v sekci "Role apriorních pravděpodobností", tvar měřicích projektorů je závislý nejen na tvaru rozlišovaných stavů, ale i na pravděpodobnosti, s jakou se mohou vyskytnout. Je-li například pravděpodobnost {\displaystyle p_{1}} výskytu stavu {\displaystyle |\psi _{1}\rangle } mnohem větší než obdobná pravděpodobnost {\displaystyle p_{2}} pro stav {\displaystyle |\psi _{2}\rangle }, stačí nám s dobrou šancí správného výsledku předpokládat, že je systém ve stavu {\displaystyle |\psi _{1}\rangle }, aniž bychom provedli jakékoliv měření. Pokud zohledníme i tyto apriorní pravděpodobnosti {\displaystyle p_{1}} a {\displaystyle p_{2}} a provedeme výše uvedenou diskuzi znovu, obdržíme měřicí projektory ve tvaru
{\displaystyle {\begin{aligned}P_{1}=|e_{1}\rangle \langle e_{1}|,\quad {\text{kde}}\quad |e_{1}\rangle &={\frac {1}{\sqrt {2(1-q^{2})}}}\left({\sqrt {1+\kappa -\lambda }}|\psi _{1}\rangle -{\sqrt {1-\kappa }}|\psi _{2}\rangle \right),\\P_{2}=|e_{2}\rangle \langle e_{2}|,\quad {\text{kde}}\quad |e_{2}\rangle &={\frac {1}{\sqrt {2(1-q^{2})}}}\left(-{\sqrt {1-\kappa +\lambda }}|\psi _{1}\rangle +{\sqrt {1+\kappa }}|\psi _{2}\rangle \right),\end{aligned}}}
kde jsme předpokládali {\displaystyle p_{1}\geq p_{2}} a kde dále definujeme
{\displaystyle {\begin{aligned}\kappa &={\frac {1-2p_{2}q^{2}}{\sqrt {(1-2p_{2}q^{2})^{2}+4p_{2}^{2}q^{2}(1-q^{2})}}},\\\lambda &=2q\left(q\kappa -{\sqrt {1-q^{2}}}{\sqrt {1-\kappa ^{2}}}\right).\end{aligned}}}
Lze se snadno přesvědčit, že pro případ shodných apriorních pravděpodobností se zredukují tyto dodatečné parametry do tvarů {\displaystyle \kappa ={\sqrt {1-q^{2}}}} a {\displaystyle \lambda =0} a měřicí projektory tak nabudou tvarů zmíněných v předchozí kapitolce. Pokud platí opačná nerovnost, to jest {\displaystyle p_{1}<p_{2}}, stačí zaměnit oba počáteční stavy {\displaystyle |\psi _{1}\rangle } a {\displaystyle |\psi _{2}\rangle } a na ně aplikovat výše uvedené vzorce. 
Na animaci vpravo je názorně demonstrováno, jak různé hodnoty apriorních pravděpodobností ovlivní tvar měřicích projektorů. Dva stavy, které chceme od sebe odlišit, jsou po celou dobu animace stále tytéž. Co se však mění je pravděpodobnost, s jakou do měřicího přístroje dorazí ten který stav. V obecném případě již projektory nejsou rozmístěny kolem rozlišovaných stavů souměrně. Především je pak z animace patrno, že pokud je apriorní pravděpodobnost {\displaystyle p_{j}} pro daný stav {\displaystyle |\psi _{j}\rangle } blízká jedničce, je odpovídající projektor {\displaystyle P_{j}} zkonstruován tak, že je jeho vlastní vektor {\displaystyle |e_{j}\rangle } téměř totožný s daným stavem.
Pravděpodobnost chyby je přitom v tomto obecném případě dána výrazem
{\displaystyle Q={\frac {1}{2}}\left(1-{\sqrt {1-4p_{1}p_{2}|\langle \psi _{1}|\psi _{2}\rangle |^{2}}}\right),}
který se pro volbu shodných apriorních pravděpodobností {\displaystyle p_{1}=p_{2}=1/2} zredukuje do vzorce uvedeného v předchozích kapitolkách. Použijeme-li parametrizaci vstupních stavů pomocí úhlu {\displaystyle \theta }, jak je uvedeno v kapitolce "Princip" výše, je jejich vzájemný skalární součin roven {\displaystyle \langle \psi _{1}|\psi _{2}\rangle =\cos(\Delta \theta )}, kde jsme si označili úhel, který tyto dva stavy mezi sebou svírají, symbolem {\displaystyle \Delta \theta \equiv 2\theta }. Můžeme si pak vykreslit pravděpodobnost chyby {\displaystyle Q} jako funkci tohoto úhlu a apriorní pravděpodobnosti {\displaystyle p\equiv p_{1}} pro stav {\displaystyle |\psi _{1}\rangle }, neboť apriorní pravděpodobnost pro stav {\displaystyle |\psi _{2}\rangle } je jí již pevně určena vzorcem {\displaystyle p_{2}=1-p_{1}}. Výsledný graf je zobrazen napravo. Z tohoto grafu lze snadno vyčíst, že největší hodnota chybného určení, {\displaystyle Q=1/2}, nastává zjevně v případě, kdy oba stavy splývají do jednoho a tedy {\displaystyle \Delta \theta =0} a současně {\displaystyle p_{1}=p_{2}}. Naproti tomu v případě dvou ortogonálních stavů, {\displaystyle \Delta \theta =\pi /2}, je pravděpodobnost chyby pochopitelně nulová. Pro všechny ostatní případy je vidět, že pokud jsou od sebe dané apriorní pravděpodobnosti odlišné, {\displaystyle p_{1}\neq p_{2}}, je pravděpodobnost chybného určení stavu menší než pro případ {\displaystyle p_{1}=p_{2}}. Zvyšuje-li se postupně rozdíl mezi apriorními pravděpodobnostmi, dojde nakonec k případu, kdy se jeden ze stavů nevyskytne vůbec, a sice buď {\displaystyle p_{1}=0}, anebo {\displaystyle p_{2}=0}. V takovém případě víme s jistotou, v jakém stavu se systém nachází a pravděpodobnost chyby je tedy opět nulová.

### Zobecnění a fyzikální realizace
Rozlišení dvou kvantových stavů s minimální chybou využívá ve své základní verzi projektivního měření a tak, na rozdíl od metody představené v následující kapitole, umožňuje přímočarou realizaci. V článku "Kvantové měření" lze nalézt příklady, jak lze projektivní měření provést v praxi. Experimentálně byla tato metoda studována v roce 1997 pro případ rozlišení dvou čistých stavů se shodnými apriorními pravděpodobnostmi, přičemž byly za zkoumaný systém vzaty velmi utlumené světelné pulzy a bylo rozlišováno mezi jejich stavy polarizace. V roce 2001 byl proveden další experiment, v rámci něhož došlo k rozlišování tří a čtyř speciálně zvolených stavů polarizace, který již využíval zobecněného měření.
Analýzu provedenou v předchozích kapitolkách lze snadno zobecnit na případ dvou smíšených kvantových stavů. Ke stavům {\displaystyle \rho _{1}} a {\displaystyle \rho _{2}} s apriorními pravděpodobnostmi {\displaystyle p_{1}} a {\displaystyle p_{2}} jsou pak přidruženy po řadě projektory {\displaystyle P_{1}} a {\displaystyle P_{2}}, zkonstruované následovně. Definujme si operátor {\displaystyle \sigma } vztahem
{\displaystyle \sigma =p_{1}\rho _{1}-p_{2}\rho _{2}.}
Tento operátor bude mít obecně kladná i nekladná vlastní čísla. Uvažujme tedy podprostor Hilbertova prostoru, který je lineárním obalem všech vlastních vektorů, které odpovídají kladným vlastním číslům. Projektor, který zobrazuje na tento podprostor, označme symbolem {\displaystyle P_{1}}. K němu doplňkový projektor je pak projektor {\displaystyle P_{2}=\mathbb {I} -P_{1}}. Pravděpodobnost chybného rozlišení je posléze dána vztahem
{\displaystyle Q={\frac {1}{2}}\left(1-\mathrm {Tr} {|\sigma |}\right),}
kde {\displaystyle \mathrm {Tr} {|\sigma |}} je stopa operátoru {\displaystyle |\sigma |} a kde je dále definováno {\displaystyle |\sigma |={\sqrt {\sigma ^{\dagger }\sigma }}}. Druhá odmocnina z operátoru je v tomto případě dobře definována, protože {\displaystyle \sigma } je Hermitovský operátor a tím pádem je operátor {\displaystyle \sigma ^{\dagger }\sigma } vždy pozitivní.
Dosud jsme hovořili pouze o dvou kvantových stavech. Metodu výše lze však zobecnit i na větší počet (smíšených) stavů. V tomto ohledu jsou známy podmínky, jaké musí dané měření splňovat, aby vykazovalo minimální pravděpodobnost chybného určení. Tvar odpovídajících měřicích operátorů lze v zásadě nalézt numericky a dosud bylo analyticky vyřešeno pouze několik speciálních případů. Lze například ukázat, že pokud jsou rozlišované smíšené stavy lineárně nezávislé, je odpovídající měření projektivní. Významným speciálním případem je situace anglicky označovaná jako square-root measurement, což lze do češtiny přeložit jako "odmocninové měření". Jedná se o problém rozlišení většího počtu {\displaystyle N} čistých stavů {\displaystyle |\psi _{j}\rangle } se shodnými apriorními pravděpodobnostmi {\displaystyle p_{j}=1/N}, přičemž jsou tyto stavy tvaru
{\displaystyle |\psi _{j}\rangle =V|\psi _{j-1}\rangle =V^{j-1}|\psi _{1}\rangle ,}
kde {\displaystyle V} je nějaký unitární operátor splňující {\displaystyle V^{N}=\mathbb {I} }. Ukazuje se, že optimální volba měřicích operátorů {\displaystyle E_{j}}, které již nemusí být nutně projektory, zní
{\displaystyle E_{j}=B^{-1/2}|\psi _{j}\rangle \langle \psi _{j}|B^{-1/2},}
kde jsme si definovali pomocný operátor {\displaystyle B={\textstyle \sum _{j=1}^{N}}|\psi _{j}\rangle \langle \psi _{j}|}. Pravděpodobnost chyby je v takovém případě dána výrazem
{\displaystyle Q=1-{\frac {1}{N}}\sum _{j=1}^{N}|\langle \psi _{j}|B^{-1/2}|\psi _{j}\rangle |^{2}}.

## Jednoznačné rozlišení stavů
Minimalizace možné chyby, tak jak je to provedeno v předchozí kapitolce, se zdá být naprosto přirozeným způsobem, jak, alespoň částečně, vyřešit problém s neortogonálními vektory. Existuje však jiný způsob, který umožňuje rozlišit neortogonální stavy s jistotou. Cenou, kterou je za to nutno zaplatit, je však zavedení jednoho dodatečného výsledku, kterého může měření nabývat. Pokud dojde k naměření tohoto výsledku, jenž si označíme symbolem "?", nelze o původním stavu říci naprosto nic a dané měření je tak nutno zopakovat. Metodě využívající tohoto neprůkazného výsledku (anglicky: inconclusive result) se říká jednoznačné rozlišení stavů (anglicky: unambiguous state discrimination). Tato metoda si nevystačí s projektivním měřením a využívá místo toho zobecněného kvantového měření popsaného POVM operátory. Rozumným požadavkem na konstrukci těchto měřicích operátorů je samozřejmě to, aby neprůkazný výsledek nastával co možná nejméně. Prvním, kdo poukázal na existenci zobecněného měření, které dokáže bezchybně rozlišit neortogonální vektory, byl jugoslávský vědec I. D. Ivanovič v roce 1987, jehož výsledky záhy zobecnili Dieks a Peres.

### Princip

Konstrukce měřicích operátorů pro metodu jednoznačného rozlišení kvantových stavů. Pro zvětšení klikněte na animaci.

Uveďme si nyní jednoduchý příklad dvou neortogonálních čistých stavů {\displaystyle |\psi _{1}\rangle } a {\displaystyle |\psi _{2}\rangle }, jež bychom chtěli od sebe odlišit. Kvůli neortogonalitě nelze vzít za měřicí projektory zobrazení {\displaystyle E_{1}=|\psi _{1}\rangle \langle \psi _{1}|} a {\displaystyle E_{2}=|\psi _{2}\rangle \langle \psi _{2}|}, protože takovéto projektory samy nejsou ortogonální. Není těžké nahlédnout, že když si zvolíme projektory ve tvaru
{\displaystyle E_{1}=|x_{1}\rangle \langle x_{1}|,\quad E_{2}=|x_{2}\rangle \langle x_{2}|,}
kde {\displaystyle |x_{1}\rangle } je kolmý na {\displaystyle |\psi _{2}\rangle } (a podobně {\displaystyle |x_{2}\rangle } je kolmý na {\displaystyle |\psi _{1}\rangle }), tak platí
{\displaystyle \langle \psi _{1}|E_{2}|\psi _{1}\rangle =0,\quad \langle \psi _{2}|E_{1}|\psi _{2}\rangle =0.}
To jest, pokud je vstupním stavem stav {\displaystyle |\psi _{1}\rangle }, tak nikdy nenaměříme projektor {\displaystyle E_{2}}, a podobně, pokud je vstupním stavem stav {\displaystyle |\psi _{2}\rangle }, tak nikdy nenaměříme projektor {\displaystyle E_{1}}. Jinými slovy, pokud naměříme {\displaystyle E_{1}}, tak vstupním stavem musel být {\displaystyle |\psi _{1}\rangle } a pokud naměříme {\displaystyle E_{2}}, tak byl vstupním stavem určitě {\displaystyle |\psi _{2}\rangle }. To nám už dává určitou jistotu o tvaru vstupního stavu. Problémem však stále zůstává neortogonalita projektorů {\displaystyle E_{1}} a {\displaystyle E_{2}}, které tak nepopisují projektivní měření. Tuto potíž vyřešíme zavedením třetího operátoru tak, že výsledný soubor operátorů představuje POVM měření. POVM měření nevyžaduje, aby jednotlivé operátory byly na sebe kolmé. Onen třetí operátor, označený symbolem {\displaystyle E_{?}}, odpovídá případu, kdy ze získané hodnoty měření nelze určit, ve kterém stavu se systém před měřením nacházel. Jeho tvar zní
{\displaystyle E_{?}=\mathbb {I} -E_{1}-E_{2},}
kde {\displaystyle \mathbb {I} } je identické zobrazení. Aby operátory {\displaystyle \{E_{1},E_{2},E_{?}\}} skutečně tvořily POVM měření, musejí být všechny pozitivní (relace úplnosti plyne automaticky z definice operátoru {\displaystyle E_{?}}). Tento požadavek lze splnit, zavedeme-li dodatečné parametry {\displaystyle a_{1}} a {\displaystyle a_{2}}, které upravují tvar operátorů {\displaystyle E_{1}} a {\displaystyle E_{2}} do podoby
{\displaystyle E_{1}=a_{1}|x_{1}\rangle \langle x_{1}|,\quad E_{2}=a_{2}|x_{2}\rangle \langle x_{2}|.}
Parametry {\displaystyle a_{1}} a {\displaystyle a_{2}} jsou kladná čísla, která nejsou obecně rovna jedničce, následkem čehož už nejsou operátory {\displaystyle E_{1}} a {\displaystyle E_{2}} projektory. Tato dvě čísla lze zvolit tak, aby operátor {\displaystyle E_{?}} byl pozitivní a navíc aby byla pravděpodobnost naměření neprůkazného výsledku minimální. Ukazuje se, že pro případ shodných apriorních pravděpodobností tato čísla nabývají tvaru {\displaystyle a_{1}=a_{2}=1/(1+|\langle \psi _{1}|\psi _{2}\rangle |)}. Přímočarým výpočtem lze dále ukázat, že operátor {\displaystyle E_{?}} je, podobně jako {\displaystyle E_{1}} a {\displaystyle E_{2}}, násobkem jednorozměrného projektoru a sice
{\displaystyle E_{?}={\frac {2q}{1+q}}|x_{?}\rangle \langle x_{?}|,}
kde jsme si zavedli parametr {\displaystyle q=\langle \psi _{1}|\psi _{2}\rangle }, o němž bez újmy na obecnosti předpokládáme, že je kladný. Dále jsme definovali {\displaystyle |x_{?}\rangle =(|\psi _{1}\rangle +|\psi _{2}\rangle )/{\sqrt {2(1+q)}}}. V animaci napravo je nejprve vyobrazena jedna konkrétní volba dvou neortogonálních vektorů {\displaystyle |\psi _{1}\rangle } a {\displaystyle |\psi _{2}\rangle }. Z vektorů k nim kolmých {\displaystyle |x_{1}\rangle } a {\displaystyle |x_{2}\rangle } je posléze sestrojena trojice nejednotkových vektorů {\displaystyle |e_{1}\rangle ={\sqrt {a_{1}}}|x_{1}\rangle }, {\displaystyle |e_{2}\rangle ={\sqrt {a_{2}}}|x_{2}\rangle } a {\displaystyle |e_{?}\rangle ={\sqrt {2q/(1+q)}}|x_{?}\rangle }.
Pravděpodobnost neprůkazného výsledku, to jest pravděpodobnost naměření {\displaystyle E_{?}}, je pak dána výrazem 
{\displaystyle p_{?}=|\langle \psi _{1}|\psi _{2}\rangle |.}
Zdůrazněme, že ač tento vzorec připomíná Bornovo pravidlo, nevyskytuje se v něm druhá mocnina. Právě uvedený příklad byl poprvé studován Ivanovičem, Dieksem a Peresem a po nich se také pravděpodobnost {\displaystyle p_{?}} nazývá IDP mez (anglicky: IDP limit).

### Metoda
Metoda jednoznačného rozlišení kvantových stavů spočívá v provedení zobecněného měření, kde je tvar jednotlivých měřicích operátorů přímo závislý na stavech, které mají být od sebe rozlišeny. Pro nejjednodušší případ dvou čistých stavů {\displaystyle |\psi _{1}\rangle } a {\displaystyle |\psi _{2}\rangle } se shodnými apriorními pravděpodobnostmi, diskutovaný v předchozí kapitolce, probíhá konkrétní použití metody následovně:
1. Měření: Uvažovaný kvantový systém vystavíme zobecněnému měření, jež je zadané operátory {\displaystyle \{E_{1},E_{2},E_{?}\}}.
2. Interpretace výsledku: Obdržíme-li výsledek "1", byl systém před měřením zcela jistě ve stavu {\displaystyle |\psi _{1}\rangle }. Zcela analogicky, je-li výsledek "2", byl systém zcela jistě ve stavu {\displaystyle |\psi _{2}\rangle }. Pokud však obdržíme výsledek "?", k čemuž dojde s pravděpodobností {\displaystyle p_{?}=|\langle \psi _{1}|\psi _{2}\rangle |}, nelze o stavu systému před měřením nic říci.

V sekci "Příklad" je tento postup uplatněn na příkladu dvou konkrétních čistých stavů.
Z předchozí diskuze plyne, že měřicí operátory jsou explicitního tvaru
{\displaystyle {\begin{aligned}E_{1}=|e_{1}\rangle \langle e_{1}|,\quad {\text{kde}}\quad |e_{1}\rangle &={\frac {1}{1+q}}{\frac {1}{\sqrt {1-q}}}(|\psi _{1}\rangle -q|\psi _{2}\rangle ),\\E_{2}=|e_{2}\rangle \langle e_{2}|,\quad {\text{kde}}\quad |e_{2}\rangle &={\frac {1}{1+q}}{\frac {1}{\sqrt {1-q}}}(|\psi _{2}\rangle -q|\psi _{1}\rangle ),\\E_{?}=|e_{?}\rangle \langle e_{?}|,\quad {\text{kde}}\quad |e_{?}\rangle &={\frac {\sqrt {q}}{1+q}}(|\psi _{1}\rangle +|\psi _{2}\rangle ),\end{aligned}}}
kde jsme položili {\displaystyle q=\langle \psi _{1}|\psi _{2}\rangle }, o němž předpokládáme, že je to kladné číslo. V obecném případě komplexního skalárního součinu {\displaystyle \langle \psi _{1}|\psi _{2}\rangle =qe^{i\varphi }} stačí ve vzorcích výše nahradit každý výskyt vektoru {\displaystyle |\psi _{2}\rangle } vektorem {\displaystyle |{\tilde {\psi }}_{2}\rangle =e^{-i\varphi }|\psi _{2}\rangle }. Připomeňme, že tyto operátory nejsou projektory, protože vektory {\displaystyle |e_{j}\rangle } nejsou jednotkové. 

### Různé apriorní pravděpodobnosti

S různými apriorními pravděpodobnostmi se mění i tvar měřicích operátorů. Čím pravděpodobnější je výskyt stavu, tím více míří vlastní vektor operátoru právě ve směru stavu. Pro dostatečně velkou apriorní pravděpodobnost zdegeneruje POVM do projektivního měření. Zcela analogicky pak i pro stav.

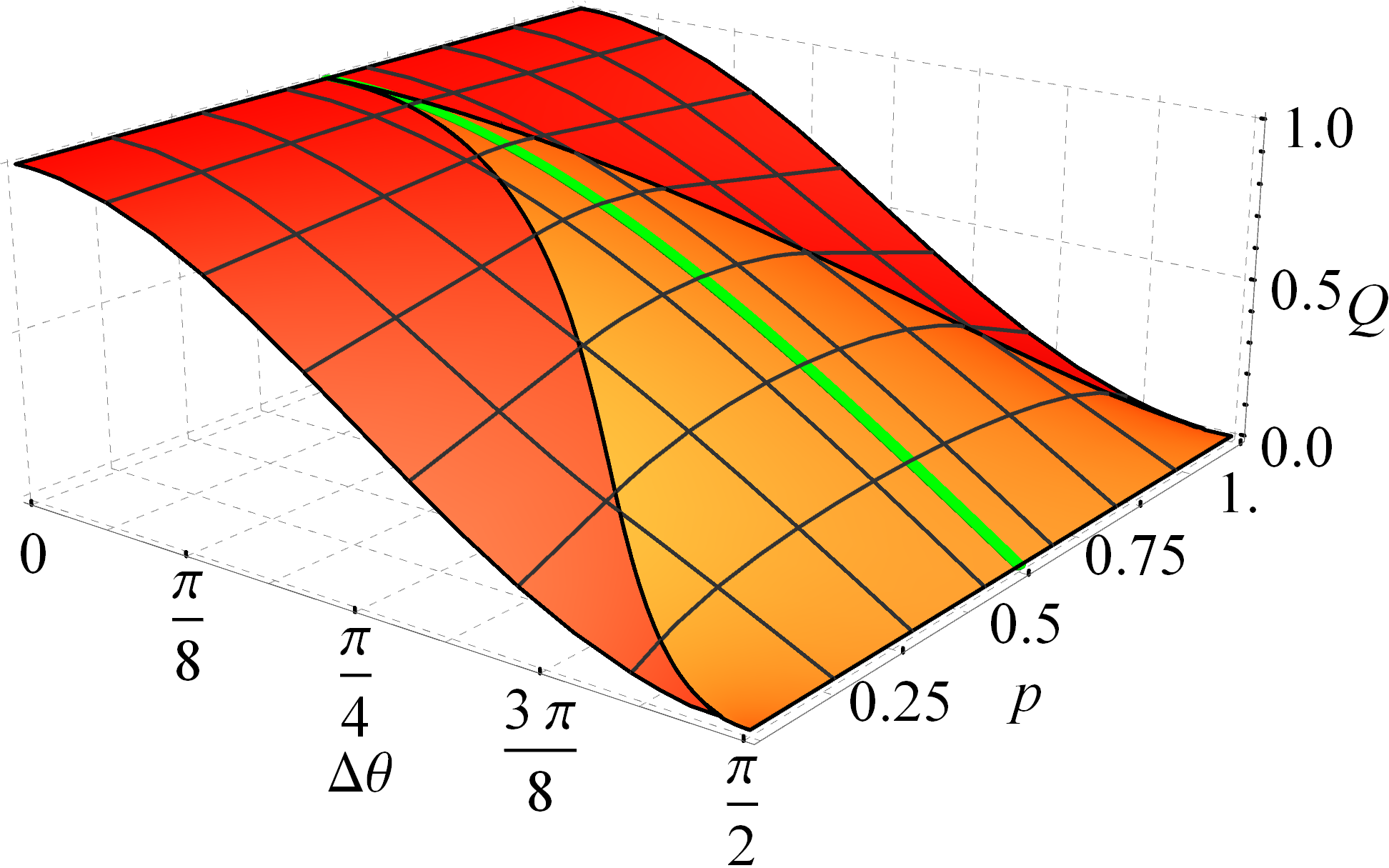
Graf pravděpodobnosti obdržení neprůkazného výsledku v závislosti jednak na vzájemném úhlu mezi dvěma rozlišovanými vektory a a jednak na apriorní pravděpodobnosti pro první stav. Zelenou čarou je vyznačen případ se shodnými apriorními pravděpodobnostmi, který byl podrobně studován v předchozích kapitolkách.

Stejně jako v případě rozlišení stavů s minimální chybou, diskutovaném výše, i v případě jednoznačného rozlišení spoluurčují apriorní pravděpodobnosti výsledný tvar měřicích operátorů. Na rozdíl od předchozí metody mají však jejich hodnoty výraznější vliv na druh provedeného měření. Existuje totiž oblast hodnot, pro něž se POVM měření zredukuje na měření projektivní. Bez újmy na obecnosti pro konkrétnost předpokládejme, že se stav {\displaystyle |\psi _{1}\rangle } může vyskytnout častěji než stav {\displaystyle |\psi _{2}\rangle } a pro jejich apriorní pravděpodobnosti tedy platí {\displaystyle p_{1}\geq p_{2}}. (V opačném případě stačí pouze zaměnit označení obou vstupních stavů.) V závislosti na hodnotě {\displaystyle p_{1}} mohou nastat dvě možnosti, z nichž je každá rozebrána v samostatné kapitolce níže.

#### Srovnatelné pravděpodobnosti
První možností je případ, kdy platí nerovnost {\displaystyle p_{1}\leq 1/(1+q^{2})}, přičemž opět bez újmy na obecnosti předpokládáme, že {\displaystyle q=\langle \psi _{1}|\psi _{2}\rangle } je kladné číslo. Tuto nerovnost lze chápat tak, že obě apriorní pravděpodobnosti {\displaystyle p_{1}} a {\displaystyle p_{2}} nabývají srovnatelných hodnot a jedna tak není příliš odlišná od druhé. Definujeme-li si pomocný parametr
{\displaystyle r={\sqrt {\frac {p_{2}}{p_{1}}}},}
lze tuto nerovnost přepsat do tvaru {\displaystyle q\leq r}. Měřicí operátory pak nabývají podob
{\displaystyle {\begin{aligned}E_{1}=|e_{1}\rangle \langle e_{1}|,\quad {\text{kde}}\quad |e_{1}\rangle &={\frac {1}{1-q^{2}}}{\sqrt {1-q\,r}}(|\psi _{1}\rangle -q|\psi _{2}\rangle ),\\E_{2}=|e_{2}\rangle \langle e_{2}|,\quad {\text{kde}}\quad |e_{2}\rangle &={\frac {1}{1-q^{2}}}{\sqrt {1-{\frac {q}{r}}}}(|\psi _{2}\rangle -q|\psi _{1}\rangle ),\\E_{?}=|e_{?}\rangle \langle e_{?}|,\quad {\text{kde}}\quad |e_{?}\rangle &={\frac {1}{1-q^{2}}}{\sqrt {\frac {q}{r}}}(\left(r-q\right)|\psi _{1}\rangle +\left(1-qr\right)|\psi _{2}\rangle ).\end{aligned}}}
V obecném případě komplexního skalárního součinu {\displaystyle \langle \psi _{1}|\psi _{2}\rangle =qe^{i\varphi }} stačí ve vzorcích výše nahradit každý výskyt vektoru {\displaystyle |\psi _{2}\rangle } vektorem {\displaystyle |{\tilde {\psi }}_{2}\rangle =e^{-i\varphi }|\psi _{2}\rangle }. Právě uvedená volba vektorů je vyznačena v animaci napravo. Vstupní stavy {\displaystyle |\psi _{1}\rangle } a {\displaystyle |\psi _{2}\rangle } zůstávají po celou dobu animace tytéž, mění se však jejich apriorní pravděpodobnosti. Počáteční souměrný případ se shodnými pravděpodobnostmi {\displaystyle p_{1}=p_{2}=1/2} přechází do případů, kdy je vektor {\displaystyle |e_{?}\rangle } nakloněn více k jednomu ze vstupních vektorů. V jistou chvíli se naklánění zastaví, což je příznakem případu diskutovaného v následující kapitolce.
Pravděpodobnost neprůkazného výsledku je v případě {\displaystyle q\leq r} dána obecným výrazem
{\displaystyle Q=2{\sqrt {p_{1}p_{2}}}|\langle \psi _{1}|\psi _{2}\rangle |.}
V trojrozměrném grafu napravo je tento vzorec vykreslen oranžovou barvou. V grafu je vynesena pravděpodobnost neprůkazného výsledku {\displaystyle Q} jednak jako funkce úhlu {\displaystyle \Delta \theta }, který mezi sebou svírají dva vstupní stavy {\displaystyle |\psi _{1}\rangle } a {\displaystyle |\psi _{2}\rangle }, jednak jako funkce apriorní pravděpodobnosti {\displaystyle p\equiv p_{1}} pro stav {\displaystyle |\psi _{1}\rangle }.

#### Velmi odlišné pravděpodobnosti
V případě, že {\displaystyle p_{1}>1/(1+q^{2})} a apriorní pravděpodobnost {\displaystyle p_{1}} tak výrazně převyšuje pravděpodobnost druhou {\displaystyle p_{2}}, dochází k degeneraci měřicích operátorů. Předpokládáme-li stále, že {\displaystyle p_{1}\geq p_{2}}, nabývají měřicí operátory v tomto zdegenerovaném případě následujícího tvaru
{\displaystyle {\begin{aligned}E_{1}=|e_{1}\rangle \langle e_{1}|,\quad {\text{kde}}\quad |e_{1}\rangle &={\frac {1}{\sqrt {1-q^{2}}}}(|\psi _{1}\rangle -q|\psi _{2}\rangle ),\\E_{?}=|e_{?}\rangle \langle e_{?}|,\quad {\text{kde}}\quad |e_{?}\rangle &=|\psi _{2}\rangle .\end{aligned}}}
Nejen že se počet operátorů snížil ze tří na dva, ale současně se jim odpovídající měření změnilo z POVM měření na měření projektivní. Vektory {\displaystyle |e_{1}\rangle } a {\displaystyle |e_{?}\rangle } jsou totiž jednotkové a navzájem kolmé a tak jsou nyní operátory {\displaystyle E_{1}} a {\displaystyle E_{?}} ortogonálními projektory o nichž dále platí, že se sečtou na identitu, to jest {\displaystyle E_{1}+E_{?}=\mathbb {I} }.
Pravděpodobnost neprůkazného výsledku je v tomto případě dána vzorcem
{\displaystyle Q=p_{2}+p_{1}|\langle \psi _{1}|\psi _{2}\rangle |^{2}.}
V grafu napravo je oblast, pro niž platí výše uvedené vzorce, vykreslena červenou barvou. Jak lze snadno nahlédnout, pravděpodobnost neprůkazného výsledku plynule přechází z oranžové oblasti, odpovídající podmínce {\displaystyle p_{1}\leq 1/(1+q^{2})}, do oblasti červené, pro niž {\displaystyle p_{1}>1/(1+q^{2})}.

### Fyzikální realizace
Tato technika došla již mnoha experimentálních realizací. Nejprve pro rozlišení dvou neortogonálních stavů, pak tří  a v roce 2014 byla metoda experimentálně provedena až pro 14 různých stavů. Z pohledu realizace je POVM měření, na rozdíl od měření projektivního, komplikovanější a existují různé způsoby jak toto měření experimentálně provést. Níže si předvedeme možnosti dvě.

#### Interakce s pomocným systémem
Jednou z možností je nechat zkoumaný kvantový systém nejprve interagovat s jistým pomocným systémem a tento druhý systém následně vystavit vhodně zvolenému projektivnímu měření. Pro konkrétnost si za zkoumaný systém vezměme jediný foton, kde uvažujeme kvantový stav jeho frekvence. Předpokládejme, že jeho frekvence se s apriorní pravděpodobností {\displaystyle p_{1}} nachází ve stavu {\displaystyle |\psi _{1}\rangle } a podobně s pravděpodobností {\displaystyle p_{2}} ve stavu {\displaystyle |\psi _{2}\rangle }. Nechť dále tyto pravděpodobnosti vyhovují případu diskutovanému v kapitolce "Srovnatelné pravděpodobnosti" výše. Měření, které tedy máme na fotonu provést, je popsáno třemi POVM operátory.
Z experimentálního hlediska lze tyto operátory implementovat tak, že nejprve necháme foton zinteragovat s nějakým pomocným systémem, jaký může být třeba jistý atom, kde přesně nastavíme průběh interakce. Je-li počáteční stav pomocného systému udán vektorem {\displaystyle |\phi _{0}\rangle }, nacházejí se oba systémy před interakcí buď ve společném stavu {\displaystyle |\psi _{1}\rangle |\phi _{0}\rangle }, nebo ve stavu {\displaystyle |\psi _{2}\rangle |\phi _{0}\rangle }. Interakce změní tyto stavy způsobem
{\displaystyle {\begin{aligned}|\psi _{1}\rangle |\phi _{0}\rangle \quad \to \quad &\alpha _{1}|r_{1}\rangle |\phi _{a}\rangle +\beta _{1}|n\rangle |\phi _{b}\rangle ,\\|\psi _{2}\rangle |\phi _{0}\rangle \quad \to \quad &\alpha _{2}|r_{2}\rangle |\phi _{a}\rangle +\beta _{2}|n\rangle |\phi _{b}\rangle ,\end{aligned}}}
kde {\displaystyle \langle r_{1}|r_{2}\rangle =0} a {\displaystyle \langle \phi _{a}|\phi _{b}\rangle =0} a kde konkrétní hodnoty koeficientů {\displaystyle \alpha _{1},\alpha _{2},\beta _{1},\beta _{2}} závisejí na tvaru vstupních stavů a apriorních pravděpodobnostech. Pokud nyní provedeme projektivní měření na pomocném systému a ne na zkoumaném fotonu, odpovídá tato procedura POVM měření, jež je provedeno na zkoumaném fotonu.
Dané projektivní měření je zadáno projektory {\displaystyle P_{a}=|\phi _{a}\rangle \langle \phi _{a}|} a {\displaystyle P_{b}=|\phi _{b}\rangle \langle \phi _{b}|}. Naměříme-li, že se pomocný systém nachází ve stavu {\displaystyle |\phi _{a}\rangle }, je stav zkoumaného systému buď {\displaystyle |r_{1}\rangle }, kterýžto případ jednoznačně odpovídá vstupnímu stavu {\displaystyle |\psi _{1}\rangle }, anebo {\displaystyle |r_{2}\rangle }, v kterémžto případě byl systém před měřením rozhodně ve stavu {\displaystyle |\psi _{2}\rangle }. Pokud však měřením na pomocném systému najdeme tento ve stavu {\displaystyle |\phi _{b}\rangle }, zredukuje se stav zkoumaného systému do tvaru {\displaystyle |n\rangle } bez ohledu na počáteční stav. V tomto případě tak dostáváme neprůkazný výsledek.

#### Vícerozměrný prostor
Jinou možností je zakódovat vstupní stav zkoumaného fotonu do fyzikální veličiny, která umožňuje existenci více než dvou ortogonálních stavů. Vezmeme-li si opět za zkoumaný systém foton a chceme rozlišit mezi jeho dvěma stavy frekvence, tak místo dodatečného systému uvažujeme spíše dodatečný třetí stav frekvence. Tento třetí stav, označme si ho symbolem {\displaystyle |e_{0}\rangle }, je kolmý na oba počáteční stavy. Využitím všech tří stavů lze sestrojit projektivní měření se třemi projektory {\displaystyle \{P_{1},P_{2},P_{?}\}} následujícího tvaru
{\displaystyle P_{j}=|{\tilde {e}}_{j}\rangle \langle {\tilde {e}}_{j}|,\quad {\text{kde}}\quad |{\tilde {e}}_{j}\rangle =|e_{j}\rangle +{\sqrt {1-\langle e_{j}|e_{j}\rangle }}|e_{0}\rangle ,}
přičemž {\displaystyle j\in \{1,2,?\}} a vektory {\displaystyle |e_{j}\rangle } jsou diskutovány v předchozí kapitole. Tento přístup je experimentálně snazší, protože nevyžaduje využití pomocného systému a přesného seřízení vzájemné interakce mezi oběma systémy.

### Zobecnění
Zobecnit výše uvedenou metodu lze alespoň dvěma způsoby: jednak lze uvažovat více než dva stavy, jednak lze uvažovat stavy smíšené. Oba dva směry jsou stále předmětem aktivního výzkumu a analytické řešení je známo jen pro několik speciálních případů. Plná diskuze pro tři čisté stavy byla provedena v roce 1998. Pokud jde o libovolně velký počet stavů, lze ukázat, že metoda jednoznačného rozlišení stavů od sebe dokáže odlišit bez chyby pouze ty čisté stavy, které jsou navzájem lineárně nezávislé. Navíc stačí brát za POVM operátory nejednotkové násobky jednorozměrných projektorů. Jde-li o smíšené stavy, tak dlouho převládal názor, že je rozlišit nelze, až došlo v roce 2003 k přesnému identifikování podmínek, za kterých rozlišení smíšených stavů vskutku provést lze. Odpovídající měření jde nalézt numericky pomocí metod semidefinitního programování a analytické řešení je známo opět jen v pár speciálních případech.

## Příklad
V následujícím budeme uvažovat jednoduchou volbu neortogonálních vektorů a porovnáme přístupy, s jakými k problému jejich rozlišení přistupují dvě hlavní metody, rozlišení s minimální chybou a jednoznačné rozlišení. Za dva neortogonální čisté stavy si vezmeme {\displaystyle |\psi _{1}\rangle } a {\displaystyle |\psi _{2}\rangle } ve tvaru
{\displaystyle |\psi _{1}\rangle =|0\rangle ,\quad |\psi _{2}\rangle ={\frac {1}{\sqrt {2}}}(|0\rangle +|1\rangle ),}
se shodnými apriorními pravděpodobnostmi {\displaystyle p(\psi _{1})=p(\psi _{2})=1/2}. V reálném světě si lze tento příklad představit například tak, že máme jeden foton, jehož polarizace je buď ve stavu {\displaystyle |0\rangle }, což můžeme interpretovat jako horizontální polarizaci, anebo ve stavu {\displaystyle (|0\rangle +|1\rangle )/{\sqrt {2}}}, což můžeme zase interpretovat jako diagonální polarizaci. Ačkoli víme, že se foton nachází v jednom z těchto stavů, nevíme ve kterém z nich je. Naším cílem je sestrojit kvantové měření, které vrátí hodnotu "1", nacházel-li se foton před měřením ve stavu {\displaystyle |\psi _{1}\rangle }, a hodnotu "2", byl-li foton ve stavu {\displaystyle |\psi _{2}\rangle }. Protože nejsou tyto dva stavy ortogonální, takové ideální měření neexistuje. Představme si nejprve, jak se tento nedostatek snaží zmírnit metoda rozlišení s minimální chybou.

### Rozlišení dvou stavů s minimální chybou

Metoda rozlišení kvantových stavů s minimální chybou, kde jsou za konkrétní volbu vzaty stavy a. Výsledný projektor odpovídající stavu je dán stavem a podobně pro druhý projektor.

Není těžké nahlédnout, že lze stavy {\displaystyle |\psi _{1}\rangle } a {\displaystyle |\psi _{2}\rangle }, vyjádřené výše v bázi vektorů {\displaystyle |0\rangle } a {\displaystyle |1\rangle }, přepsat do tvaru
{\displaystyle |\psi _{1}\rangle =\cos \left({\frac {\pi }{8}}\right)|x_{1}\rangle +\sin \left({\frac {\pi }{8}}\right)|x_{2}\rangle ,\quad |\psi _{2}\rangle =\cos \left({\frac {\pi }{8}}\right)|x_{1}\rangle -\sin \left({\frac {\pi }{8}}\right)|x_{2}\rangle ,}
kde {\displaystyle |x_{1}\rangle =\cos \left(\pi /8\right)|0\rangle +\sin \left(\pi /8\right)|1\rangle } a {\displaystyle |x_{2}\rangle =\sin \left(\pi /8\right)|0\rangle -\cos \left(\pi /8\right)|1\rangle } jsou vektory nové ortonormální báze. Z těchto vektorů následně utvoříme superpozice {\displaystyle |e_{1}\rangle } a {\displaystyle |e_{2}\rangle } jak je diskutováno v příslušné kapitolce, jež lze explicitně vyjádřit ve tvaru
{\displaystyle |e_{1}\rangle =\cos \left({\frac {\pi }{8}}\right)|0\rangle -\sin \left({\frac {\pi }{8}}\right)|1\rangle ,\quad |e_{2}\rangle =\sin \left({\frac {\pi }{8}}\right)|0\rangle +\cos \left({\frac {\pi }{8}}\right)|1\rangle .}
Přesně na jeden z těchto dvou vektorů se zredukuje stav systému po projektivním měření, které je zadáno projektory {\displaystyle P_{1}=|e_{1}\rangle \langle e_{1}|} a {\displaystyle P_{2}=|e_{2}\rangle \langle e_{2}|}. Podoba těchto projektorů v bázi {\displaystyle \{|0\rangle ,|1\rangle \}} nabývá tvaru
{\displaystyle {\begin{aligned}P_{1}&={\frac {1}{2{\sqrt {2}}}}\left(\left({\sqrt {2}}+1\right)|0\rangle \langle 0|+\left({\sqrt {2}}-1\right)|1\rangle \langle 1|-(|0\rangle \langle 1|+|1\rangle \langle 0|)\right),\\P_{2}&={\frac {1}{2{\sqrt {2}}}}\left(\left({\sqrt {2}}-1\right)|0\rangle \langle 0|+\left({\sqrt {2}}+1\right)|1\rangle \langle 1|+(|0\rangle \langle 1|+|1\rangle \langle 0|)\right).\end{aligned}}}
Lze snadno ověřit, že pro {\displaystyle P_{1}} a {\displaystyle P_{2}} platí {\displaystyle P_{1}+P_{2}=\mathbb {I} } spolu s {\displaystyle P_{1}\cdot P_{2}=0} a že to jsou tedy skutečně ortogonální projektory vyhovující definici projektivního měření. Metoda rozlišení s minimální chybou tedy spočívá v provedení projektivního měření charakterizovaného projektory {\displaystyle P_{1}} a {\displaystyle P_{2}}. Použitím Bornova pravidla můžeme spočíst pravděpodobnosti naměření jednotlivých výsledných hodnot pro oba počáteční stavy. Dostaneme tak tabulku:
| Pravděpodobnosti správného určení stavu                                                                              | Pravděpodobnosti nesprávného určení stavu                                                                            |
| --- | --- |
| {\displaystyle p_{1}(\psi _{1})=\langle \psi _{1}\|P_{1}\|\psi _{1}\rangle ={\frac {2+{\sqrt {2}}}{4}}\approx 0,854} | {\displaystyle p_{1}(\psi _{2})=\langle \psi _{2}\|P_{1}\|\psi _{2}\rangle ={\frac {2-{\sqrt {2}}}{4}}\approx 0,146} |
| {\displaystyle p_{2}(\psi _{2})=\langle \psi _{2}\|P_{2}\|\psi _{2}\rangle ={\frac {2+{\sqrt {2}}}{4}}\approx 0,854} | {\displaystyle p_{2}(\psi _{1})=\langle \psi _{1}\|P_{2}\|\psi _{1}\rangle ={\frac {2-{\sqrt {2}}}{4}}\approx 0,146} |

V tabulce jsou uvedeny podmíněné pravděpodobnosti. Například {\displaystyle p_{1}(\psi _{2})} je pravděpodobnost {\displaystyle p(1|\psi _{2})}, že jsme naměřili hodnotu "1", za podmínky, že byl počátečním stavem stav {\displaystyle |\psi _{2}\rangle }. Musí tedy platit normovací podmínky {\displaystyle p_{1}(\psi _{j})+p_{2}(\psi _{j})=1} pro {\displaystyle j\in \{1,2\}}. Díky souměrnosti problému a volbě měřicích operátorů jsou pravděpodobnosti správného a nesprávného určení totožné pro oba stavy.
Průměrná pravděpodobnost správného určení je tedy
{\displaystyle p={\frac {p_{1}(\psi _{1})+p_{2}(\psi _{2})}{2}}={\frac {2+{\sqrt {2}}}{4}}\approx 0,854.}
Jinými slovy, s pravděpodobností zhruba 85,4 % správně identifikujeme stav systému na základě obdržené hodnoty. Vždy ale budeme muset počítat s tím, že s pravděpodobností {\displaystyle Q=(2-{\sqrt {2}})/4\approx 0,146}, tj. zhruba 14,6 %, jsme původní stav identifikovali nesprávně.

### Jednoznačné rozlišení dvou stavů

Metoda jednoznačného rozlišení kvantových stavů, kde jsou za konkrétní volbu vzaty stavy a. Výsledný měřicí operátor odpovídající stavu je úměrný projektoru na vektor a podobně pro druhý operátor. Třetí operátor je úměrný projektoru na vektor a odpovídá neprůkaznému výsledku.

Chceme-li užít metody jednoznačného rozlišení, musíme nejprve najít vektory kolmé k těm zadaným. Není těžké si rozmyslet, že v našem konkrétním případě mají tyto vektory tvar
{\displaystyle |x_{1}\rangle ={\frac {1}{\sqrt {2}}}(|0\rangle -|1\rangle ),\quad |x_{2}\rangle =|1\rangle ,}
přičemž {\displaystyle \langle x_{1}|\psi _{2}\rangle =0} a {\displaystyle \langle x_{2}|\psi _{1}\rangle =0}. Pro stanovení podoby měřicích operátorů je dále nutno znát hodnotu škálovacích konstant {\displaystyle a_{1},a_{2}}, jak je vysvětleno v příslušné kapitolce. V našem případě {\displaystyle a_{1}=a_{2}=2-{\sqrt {2}}\approx 0,586}. Explicitní tvar měřicích operátorů pak zní
{\displaystyle E_{1}={\frac {2-{\sqrt {2}}}{2}}(|0\rangle \langle 0|-|0\rangle \langle 1|-|1\rangle \langle 0|+|1\rangle \langle 1|),}
{\displaystyle E_{2}=(2-{\sqrt {2}})|1\rangle \langle 1|,}
{\displaystyle E_{?}={\frac {1}{\sqrt {2}}}|0\rangle \langle 0|+{\frac {2-{\sqrt {2}}}{2}}|0\rangle \langle 1|+{\frac {2-{\sqrt {2}}}{2}}|1\rangle \langle 0|+{\frac {3{\sqrt {2}}-4}{2}}|1\rangle \langle 1|.}
V maticovém zápisu v bázi tvořené vektory {\displaystyle |0\rangle } a {\displaystyle |1\rangle } jsou tak měřicí operátory tvaru ({\displaystyle a\equiv a_{1}=a_{2}})
{\displaystyle E_{1}={\begin{pmatrix}a/2&-a/2\\-a/2&a/2\end{pmatrix}},\qquad E_{2}={\begin{pmatrix}0&0\\0&a\end{pmatrix}},\qquad E_{?}={\begin{pmatrix}1-a/2&a/2\\a/2&1-3a/2\end{pmatrix}}.}
Je snadné se přesvědčit, že tyto matice vyhovují relaci úplnosti a že má každá matice nezáporná vlastní čísla, a je tedy pozitivně semidefinitní. Metoda jednoznačného rozlišení stavů {\displaystyle |\psi _{1}\rangle } a {\displaystyle |\psi _{2}\rangle } spočívá v provedení zobecněného kvantového měření charakterizovaného operátory {\displaystyle E_{1},E_{2},E_{?}}.
Pravděpodobnosti naměření jednotlivých výsledků pro oba vstupní stavy pak nabývají hodnot, jež jsou shrnuty v následující tabulce:
| Pravděpodobnosti správného určení stavu                                                                              | Pravděpodobnosti nesprávného určení stavu                                      | Pravděpodobnosti neprůkazného výsledku                                                                           |
| --- | ------------------------------------------------------------------------------ | --- |
| {\displaystyle p_{1}(\psi _{1})=\langle \psi _{1}\|E_{1}\|\psi _{1}\rangle ={\frac {2-{\sqrt {2}}}{2}}\approx 0,293} | {\displaystyle p_{1}(\psi _{2})=\langle \psi _{2}\|E_{1}\|\psi _{2}\rangle =0} | {\displaystyle p_{?}(\psi _{1})=\langle \psi _{1}\|E_{?}\|\psi _{1}\rangle ={\frac {1}{\sqrt {2}}}\approx 0,707} |
| {\displaystyle p_{2}(\psi _{2})=\langle \psi _{2}\|E_{2}\|\psi _{2}\rangle ={\frac {2-{\sqrt {2}}}{2}}\approx 0,293} | {\displaystyle p_{2}(\psi _{1})=\langle \psi _{1}\|E_{2}\|\psi _{1}\rangle =0} | {\displaystyle p_{?}(\psi _{2})=\langle \psi _{2}\|E_{?}\|\psi _{2}\rangle ={\frac {1}{\sqrt {2}}}\approx 0,707} |

Pravděpodobnosti chyby jsou tedy nulové. K žádnému chybnému určení stavu nedochází. Abychom mohli účinnost této metody porovnat s účinností metody rozlišení s minimální chybou, studujme spíše případ neprůkazného výsledku. Celková pravděpodobnost neprůkazného výsledku je rovna
{\displaystyle p_{?}={\frac {p_{?}(\psi _{1})+p_{?}(\psi _{2})}{2}}={\frac {1}{\sqrt {2}}}\approx 0,707}
a tedy zhruba 71 %. To je přibližně pětkrát více, než je pravděpodobnost chyby pro předchozí metodu. Na druhou stranu, ve zbylých 29 % případů víme s jistotou, v jakém stavu se foton nacházel. Všimněme si navíc, že v tomto příkladu nás nezajímalo, jak vypadá stav fotonu po měření. Tuto dodatečnou informaci nám POVM měření nedokáže poskytnout.